# ペッチャブリー駅 (タイ国有鉄道)
- ペッチャブリー駅
- ペッブリー駅

ペッチャブリー駅（ペッチャブリーえき、タイ語:สถานีรถไฟเพชรบุรี）は、タイ王国中部ペッチャブリー県ムアンペッチャブリー郡にある、タイ国有鉄道南本線の駅である。日本語では表記ゆらぎによりペッブリー駅とも表記される。

## 概要
ペッチャブリー駅は、タイ王国中部ペッチャブリー県の県庁所在地であり、人口12万人が暮らすムアンペッチャブリー郡にある。町の中心部よりやや北位置であるが市街地である為、利便性が良い。駅の正面側（西側）が、市街地である。
1日に28本（14往復）の列車が発着しその内訳は特急4往復、急行2往復、快速4往復、普通4往復である。一等駅であり、全列車が停車する駅でもある。当駅に発着するバンコク発着の列車は、トンブリー駅とクルンテープ・アピワット中央駅、クルンテープ駅の3箇所からの発着である為注意が必要である。しかし優等列車は全てクルンテープ・アピワット中央駅発着である。クルンテープ駅から、特急列車利用で2時間30分程度である。

## 歴史
タイ国有鉄道南本線は東北本線、北本線に次ぐ3番目の幹線として着工された。南本線は前記2線とは異なり始めから1,000mm軌間を採用して敷設された。（前記2線は当初は標準軌間である1,435mmで敷設されたがその後1,000mm軌間に改軌された。）
1903年6月19日に旧トンブリー駅 - ペッチャブリー駅間が開業し、この時点では終着駅であった。
その後南本線の本格的な延伸工事が、北側1カ所（ペッチャブリー駅）、南側2カ所（ソンクラー駅、カンタン駅）の3カ所より開始された。
当駅開業の約8年後の1911年6月9日に、チャアム駅まで延長された事により当駅は中間駅となった。
- 1903年6月19日 【開業】旧トンブリー駅 - ペッチャブリー駅 (150.49km)
- 1911年6月9日 【開業】ペッチャブリー駅 - チャアム駅 (36.57km)

## 駅構造
単式及び島式1面の複合型ホーム2面2線をもつ地上駅であり、駅舎はホームに面している。

## 駅周辺
- プラナコーンキーリー歴史公園 (400m)
- バスターミナル (900m)